# Cristian Segura
Cristian Segura i Arasa (Barcelona, 1978) es un periodista y escritor español. Actualmente trabaja en El País y en Catalunya Ràdio. El 2011 ganó el premio Josep Pla de narrativa por El cau del conill.

## Biografía
Nacido en Barcelona el 1978, Cristian Segura está graduado en Periodismo por la Universitat Ramon Llull. Entre 2003 y 2010 ejerció su profesión en Berlín y en Pekín, y ha colaborado en algunas revistas económicas internacionales. Ha escrito para varios diarios y semanarios, como por ejemplo El País, Avui, Mundo Deportivo y el Ara. También colabora Catalunya Ràdio.
Debutó 2011 como novelista con la obra El cau del conill (La madriguera del conejo), libro que le dio el premio Josep Pla de narrativa. En él narra irónicamente la historia de una familia burguesa actual en decadencia explicada por su patriarca, el señor Amadeu Conill. El 2013 presentó Ciment Armat.

## Obra publicada
- El cau del conill (Destino, 2011)
- Ciment armat (Columna, 2013)
- Viaje al Ussuri. Tras los pasos de Dersú Uzalá, con Andrea Rodés Montoliu (Altaïr, 2014)
- Gente de orden. La derrota de una élite (Galaxia Gutenberg, 2021)

## Premios y reconocimientos
- 2011: Premio Josep Pla de narrativa por El Cau del Conill[4]